# Дональд (король Островов)
Дональд (гэльск. Domhnall) — правитель королевства Островов в 1209—1250-х годах, основатель крупнейшего шотландского клана Макдональд.
После смерти Ранальда, короля Островов в 1164—1209 годах, его владения были разделены между двумя сыновьями — Дональдом и Руаири. По-видимому, к Дональду отошла южная часть Гебридских островов (Айлей, Джура, Колонсей, Оронсей), а также Ковал и, возможно, какие-то земли в Арднамерхане.
О Дональде сохранилось крайне мало сведений. Вероятно, в 1209 году он вместе с братом воевал с жителями острова Скай, а в 1212 году Дональд совершил набег на ирландский город Дерри, продолжая традиции своих предков-викингов. В 1210-х годах Дональд, возможно, совершил визит в Норвегию, получив от норвежского короля, сюзерена Гебридских островов, подтверждение своего статуса короля Островов.
К 1221—1222 годам относится первая попытка Шотландии установить свою власть над западным побережьем. Король Александр II вторгся в Аргайл и Кинтайр. Результатом этого похода стала потеря королями Островов Ковала, перешедшего под контроль Стюартов, а также передача Кинтайра, находящегося ранее во владении Руаири, Дональду. Влияние Шотландии на королевство Островов резко усилилось, на побережье были построены крепости Дамбартон, Тарберт и Данун, ставшие опорными пунктами проникновения центральной власти в гэльские регионы запада.
Ничего не известно о дате смерти Дональда. По-видимому она произошла в 1250-х годы, поскольку под 1263 годом уже в качестве короля Островов упомянут его сын Ангус Мор.
Несмотря на крайнюю скудность сохранившейся информации о Дональде, он занимает важное место в шотландской истории как основатель крупнейшего шотландского клана Макдональд (в переводе с гэльского — потомки Дональда). К нему возводят свою родословную и ирландские кланы Макдоннел и Макконнел. Потомки Дональда властвовали над Гебридскими островами до конца XV века и сыграли значительную роль в судьбах Шотландии.